# Le Jour le plus court (téléfilm)
Pour le film italien réalisé par Sergio Corbucci en 1962, voir Le Jour le plus court.
Le Jour le plus court est un téléfilm réalisé par Pierre Kast diffusé en 1983.

## Synopsis
Deux histoires : Une mère de famille, Catherine, entre dans la Résistance en 1942 et devient Agent de liaison principal du Jura. Marceau, envoyé en Angleterre, volontaire des services secrets, est parachuté en 1942...

## Fiche technique
- Titre : Le Jour le plus court
- Réalisation : Pierre Kast
- 1er assistant : Paul Amoyel
- 2e assistant : Alain Hattet
- Prise de vue : Pierre Millou, Pascal Hary, Philippe Pavans de Seccaty
- Images : Philippe Théaudière
- Prise de son : Pierre Bect,Gerard Arteaga
- Montage : Eliane Guignet
- Décors : Pierre-Francois Buttin
- Production Patrice Dubois,Elvire Mas
- Durée : 120 minutes
- Date de diffusion :  France : 3 février 1983

## Distribution
- Catherine Spaak : Catherine-Béatrice
- Humbert Balsan : Marceau
- Alexandra Stewart : Alexandra
- Jacques Serres : Roger
- André Mortamais : Milan
- Yves Neyrolles : Blériot
- Jean Soustre : Anatole
- Jean Sourbier : le mari de Catherine
- Helene Terrier : la petite Sylvie
- Christian Auge : Sanchez
- Jean-Claude Bolle-Reddat : Michelin
- Lucien Huvier : le SS
- Daniel Croze : le milicien
- Samuel Bonnard : un juif
- Pierre Kast : le Britannique
- Fanny Brisson : la secrétaire de Blériot
- Robert Scipion : participation
- Helvio Soto : participation
- Joel Santoni : participation
- Catherine Tissier : participation